# Ningišzida
Ningišzida, auch Ningischzida, Ningiszida, Ningizzida (sumerisch DNIN.GIŠ.ZI.DA), war als Sohn des Ninazu ein chthonischer Unterwelts-, Heil- und Fruchtbarkeitsgott. Je nach Mythologie war er mit Geštinanna, der Schwester von Dumuzi oder mit Azimua verheiratet. Sein Symbol ist dementsprechend der Caduceus und ist damit die älteste bezeugte Form dieser Symbolik, die später anderen Göttern wie Hermes, Asklepios aber auch Moses als Attribut dienten. Entsprechend wurde Ningizzida, genau wie sein Vater Ninazu, als Gott der Heilung angerufen, der dafür sorgte, dass die schädlichen Dämonen in der Unterwelt blieben

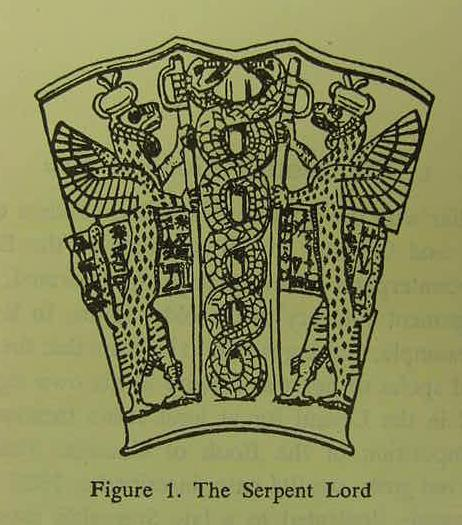
Gudea Vase aus Lagash. Heute im Louvre

Sein Symboltier ist die gehörnte Schlange. Entsprechend ist sein Sternzeichen die Hydra und er wird auf Rollsiegeln mit zwei gehörnten Schlangen auf den Schultern dargestellt. Der Name Ningizzida kann als „Herr/Herrin des guten Baumes“ übersetzt werden weswegen die Überlegung nahe liegt, dass seine Symbolik (Baum und gehörnte Schlange) auch in den Baum der Versuchung, so wie die Schlange im Paradies einfloss. Einwandfrei bestätigt werden konnte dies jedoch nicht.
Sein Hauptheiligtum ist laut Tempelhymnus 15 in Ǧišbanda. Es wird als tiefer dunkler Schrein, aber auch als strahlender Podest beschrieben. Die Stadt Ǧišbanda wurde noch nicht gefunden. Berühmt ist aber der Tempel des Ningizzida in Girsu, den Gudea von Lagaš errichten ließ. Dieser bezeichnete Ningizzida als seinen liebsten Gott und nannte ihn sogar seinen Vater. 

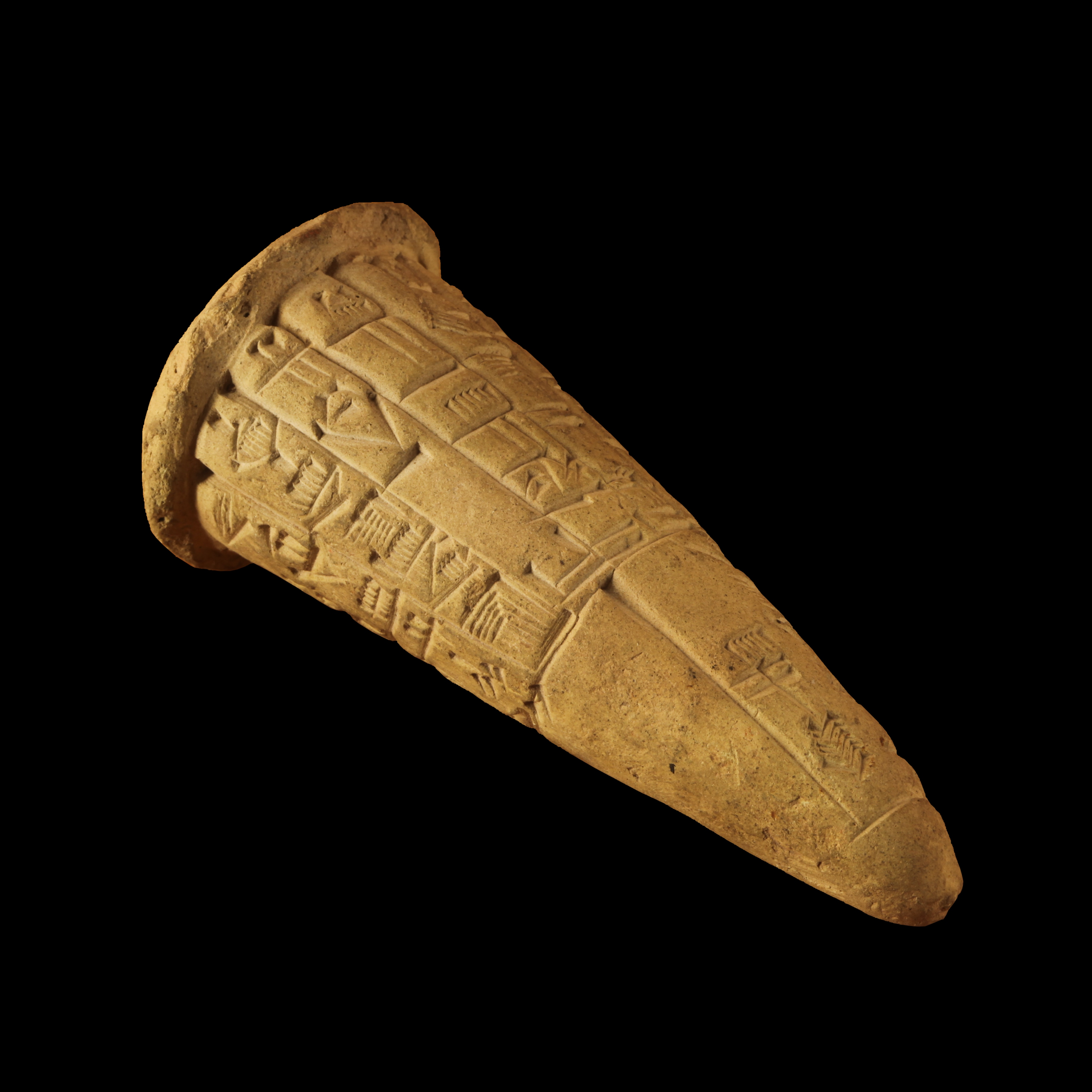
Auf dem Gründungsnagel vermerkt Gudea: „Dem Ningizzida seinem Gott hat Gudea Stadtfürst von Lagasch der Diener der Göttin Gatumdug seinen Tempel in Girsu erbaut.“

Ningizzida ist kein reiner Unterweltsgott. In dem Mythos „Adapa und der Südwind“ tritt er zusammen mit Dumuzi als Türwächter des Gottes An auf, der Adapa das Wasser des Lebens anbietet. Und im Klagelied „Ningizzidas Weg in die Unterwelt“ wird klar, dass hier der Tod des Ningizzida betrauert wird. Die chthonischen Eigenschaften werden durch die Götterliste An-Anum bestätigt.